# Universidade Nacional de Taiwan

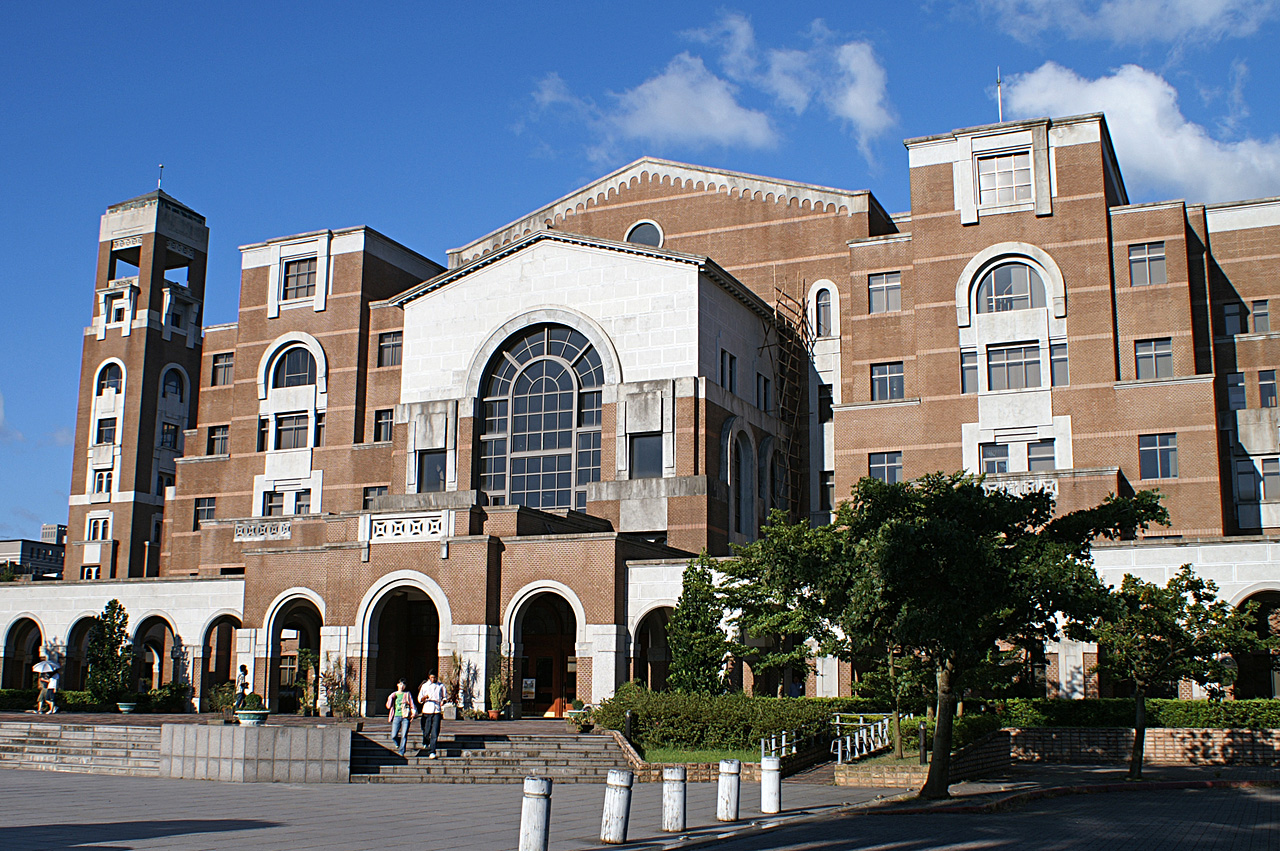
Biblioteca da Universidade Nacional de Taiwan

Universidade Nacional de Taiwan (NTU; em chinês: 國立臺灣大學; pīnyīn: Guólì Táiwān Dàxué; coloquial: 台大; pe̍h-ōe-jī: Tâi-tāi) é uma universidade pública coeducacional localizada na capital de Taiwan, Taipé. O campus principal tem uma área de 1,086,167 m2 e os outros seis localizados na mesma cidade abrangem 345,830,000 m2.
A universidade foi fundada em 1928 durante a ocupação japonesa em Taiwan sob o nome Universidade Taihoku Imperial. Após a Segunda Guerra Mundial, o governo da China tomou posse da administração e a renomeou Universidade Nacional de Taiwan — nome atual —, em 15 de novembro de 1945.